# Paramonacanthus curtorhynchos
Paramonacanthus curtorhynchos — вид скелезубоподібних риб родини Єдинорогові (Monacanthidae).

## Поширення
Морський, демерсальний, тропічний вид. Поширений на коралових рифах в Індійському океані та на заході Тихого океану від Бенгальської затоки до островів Фіджі.

## Опис
Дрібна рибка завдовжки до 11,3 см.